# Coupe d'Europe Liliana-Ronchetti de basket-ball 1995-1996
Navigation
Saison précédente Saison suivante
L’édition 1995-1996 de la coupe d’Europe Liliana-Ronchetti fut la 25e édition de la seconde compétition européenne pour clubs féminins de basket-ball organisée par la FIBA Europe.
Elle se tint du 6 septembre 1995 au 13 mars 1996 et mit aux prises 65 équipes.
Acquise la saison passée par le CJM Bourges, la coupe Ronchetti resta en France, remportée pour la première fois par le Tarbes Gespe Bigorre, grâce à deux larges victoires en finale face aux Italiennes du Sport Club Alcamo.

## Premier tour préliminaire
Les matches allers se jouèrent les 6 et 7 septembre 1995 chez l’équipe 1, les matches retours les 8 et 13 septembre 1995 chez l’équipe 2.
| Équipe 1                   | Score   | Équipe 2                         | Aller | Retour |
| -------------------------- | ------- | -------------------------------- | ----- | ------ |
| ŽKK Jedinstvo Tuzla        | 106–167 | Drava Visual Osijek              | 54–87 | 52–80  |
| Osnabrücker SC             | 135–129 | Ethnikós Olympiakós Vólou (el)   | 77–63 | 58–66  |
| Fenerbahçe İstanbul        | 133–127 | Stomana Pernik                   | 77–61 | 56–66  |
| BBC Résidence Walferdange  | 97–143  | BBC Mini-Flat Dames Oostrozebeke | 49–69 | 48–74  |
| Deniz Nakliyat SK İstanbul | 124–129 | KK Odeja-Marmor Škofja Loka      | 70–62 | 54–67  |
| AEL Limassol               | 90–197  | Elitzur Delek Ramla              | 41–97 | 49–100 |
| ŽKK Jabuka Zaprešić        | 104–111 | AO Pangráti Athènes (el)         | 49–54 | 55–57  |

## Deuxième tour préliminaire
Les matches allers se jouèrent le 27 septembre 1995 chez l’équipe 1, les matches retours le 4 octobre 1995 chez l’équipe 2.
| Équipe 1                            | Score   | Équipe 2                                  | Aller   | Retour  |
| ----------------------------------- | ------- | ----------------------------------------- | ------- | ------- |
| Drava Visual Osijek                 | 122–133 | BK Sporiteľňa Bratislava                  | 71–69   | 51–64   |
| Osnabrücker SC                      | 113–126 | CB Navarra Pampelune                      | 66–54   | 47–72   |
| Acro Olimpia Bucarest               | 149–152 | Kozatchka-ZAlK Zaporijjia                 | 82–79   | 67–73   |
| HKK Busovača                        | 85–247  | BSE Budapest                              | 41–107  | 44–140  |
| Lotos-VBW Clima Gdynia              | 146–161 | Force majeure Saint-Pétersbourg (ru)      | 70–90   | 76–71   |
| ŽKD Kograd Maribor                  | 133–144 | HC Slovan Bratislava                      | 75–77   | 58–67   |
| Mibex Ilirija Ljubljana             | 97–195  | BK IMOS Žabovřesky Brno                   | 52–88   | 45–107  |
| İstanbul Üniversitesi SBK           | 114–195 | DKSK-BorsodChem Miskolc                   | 57–97   | 57–98   |
| Meoba Koutaïssi                     | 200–215 | Botaş Spor Kulübü Adana                   | 112–100 | 88–115  |
| Panathinaïkós Athènes               | 140–143 | FTC Diego Budapest                        | 64–62   | 76–81   |
| Tchaïka Donetsk                     | 40–0    | Aypara Bakou                              | 20–0    | 20–0    |
| Basket Club Icim Arad               | 110–195 | KK Hemofarm Vršac                         | 58–77   | 52–118  |
| Fenerbahçe İstanbul                 | 133–161 | GYSEV Sopron                              | 65–90   | 68–71   |
| CAB Madère Funchal                  | 133–173 | BCSS Namur                                | 61–80   | 72–93   |
| Wemex Berlin                        | 141–156 | Halcón Viajes Alba Salamanque             | 71–71   | 70–85   |
| BK VSS Lokomotíva Košice            | 167–120 | DJK Wildcats Aschaffenburg                | 87–64   | 80–56   |
| BBC Mini-Flat Dames Oostrozebeke    | 105–133 | Tarbes Gespe Bigorre                      | 65–61   | 40–72   |
| BC Copenhague                       | 153–146 | BBC Troistorreents-Morgins                | 79–64   | 74–82   |
| Universitatea Dacia-Felix ACSA Cluj | 113–134 | Lachen Ramat-Hasharon                     | 62–80   | 51–54   |
| TJ Spartak PS Přerov                | 160–159 | ZKK Zrinjevac Zagreb                      | 75–79   | 85–80ap |
| Luftëtari Gjirokastër               | 89–199  | MGS Apóllon Kalamariás Thessalonique (el) | 42–109  | 47–90   |
| KK Odeja-Marmor Škofja Loka         | 111–173 | PCR Messine (it)                          | 44–83   | 67–90   |
| ŽKK Celje                           | 126–159 | Wolfenbüttel Baskets e.V.                 | 63–89   | 63–70   |
| BK Sam Myjava                       | 104–152 | Étoile rouge de Belgrade                  | 55–57   | 49–95   |
| BC Arlesheim                        | 96–164  | Sport Club Alcamo                         | 52–79   | 44–85   |
| Elitzur Delek Ramla                 | 137–122 | AO Pangráti Athènes (el)                  | 63–57   | 74–65   |

## Troisième tour préliminaire
Les matches allers se jouèrent les 24 et 25 octobre 1995 chez l’équipe 1, les matches retours le 1er novembre 1995 chez l’équipe 2.
| Équipe 1                                  | Score   | Équipe 2                             | Aller  | Retour   |
| ----------------------------------------- | ------- | ------------------------------------ | ------ | -------- |
| BK Sporiteľňa Bratislava                  | 145–131 | CB Navarra Pampelune                 | 66–66  | 79–65    |
| Kozatchka-ZAlK Zaporijjia                 | 146–148 | BSE Budapest                         | 93–68  | 53–80    |
| Force majeure Saint-Pétersbourg (ru)      | 173–181 | US Valenciennes-Orchies              | 87–97  | 86–84    |
| HC Slovan Bratislava                      | 164–162 | Caja Rural Las Palmas de Gde Canarie | 66–58  | 98–104ap |
| BK IMOS Žabovřesky Brno                   | 201–198 | DKSK-BorsodChem Miskolc              | 121–92 | 80–106   |
| Botaş Spor Kulübü Adana                   | 112–189 | FTC Diego Budapest                   | 69–74  | 43–115   |
| Tchaïka Donetsk                           | 126–161 | ASPTT Aix-en-Provence                | 67–74  | 59–87    |
| KK Hemofarm Vršac                         | 156–142 | GYSEV Sopron                         | 88–81  | 68–61    |
| BCSS Namur                                | 145–160 | Halcón Viajes Alba Salamanque        | 89–92  | 56–68    |
| BK VSS Lokomotíva Košice                  | 129–164 | Tarbes Gespe Bigorre                 | 62–85  | 67–79    |
| BC Copenhague                             | 138–165 | Symel Santa Cruz de Tenerife (es)    | 62–76  | 76–89    |
| Lachen Ramat-Hasharon                     | 180–168 | TJ Spartak PS Přerov                 | 96–82  | 84–86    |
| MGS Apóllon Kalamariás Thessalonique (el) | 162–177 | PCR Messine (it)                     | 82–75  | 80–102   |
| Wolfenbüttel Baskets e.V.                 | 120–133 | Challes-les-Eaux Savoie Basket       | 61–63  | 59–70    |
| Étoile rouge de Belgrade                  | 132–141 | Sport Club Alcamo                    | 57–50  | 75–91    |
| Elitzur Delek Ramla                       | 123–135 | Lavezzini Basket Parme               | 62–66  | 61–69    |

## Tour des huitièmes de finale
Les matches de cette phase se déroulèrent du 22 novembre 1995 au 4 janvier 1996.
- Équipes directement qualifiées pour les quarts de finale
- Équipes éliminées

### Groupe A
| Rang | Équipe                      | Pts | J | G | P | Pp  | Pc  | Diff |  | Résultats (dom.\ext.)       | BRN   | AIX   | MES   | BUD   |
| ---- | --------------------------- | --- | - | - | - | --- | --- | ---- |  | --------------------------- | ----- | ----- | ----- | ----- |
| 1    | BK IMOS Žabovřesky Brno     | 10  | 6 | 4 | 2 | 495 | 456 | 39   |  | BK IMOS Žabovřesky Brno     |       | 85-84 | 90-76 | 89-73 |
| 2    | ASPTT Aix-en-Provence (+11) | 9   | 6 | 3 | 3 | 474 | 453 | 21   |  | ASPTT Aix-en-Provence (+11) | 79-78 |       | 90-65 | 74-60 |
| 3    | PCR Messine (it) (–11)      | 9   | 6 | 3 | 3 | 470 | 490 | -20  |  | PCR Messine (it) (–11)      | 77-74 | 86-72 |       | 77-70 |
| 4    | FTC Diego Budapest          | 8   | 6 | 2 | 4 | 443 | 483 | -40  |  | FTC Diego Budapest          | 67-79 | 79-75 | 94-89 |       |

### Groupe B
| Rang | Équipe                             | Pts | J | G | P | Pp  | Pc  | Diff |  | Résultats (dom.\ext.)              | SAL   | TGB   | VRŠ   | BRA   |
| ---- | ---------------------------------- | --- | - | - | - | --- | --- | ---- |  | ---------------------------------- | ----- | ----- | ----- | ----- |
| 1    | Halcón Viajes Alba Salamanque (+7) | 10  | 6 | 4 | 2 | 474 | 438 | 36   |  | Halcón Viajes Alba Salamanque (+7) |       | 87-77 | 78-64 | 77-64 |
| 2    | Tarbes Gespe Bigorre (–3)          | 10  | 6 | 4 | 2 | 458 | 399 | 59   |  | Tarbes Gespe Bigorre (–3)          | 84-80 |       | 81-66 | 91-54 |
| 3    | KK Hemofarm Vršac (–4)             | 10  | 6 | 4 | 2 | 423 | 408 | 15   |  | KK Hemofarm Vršac (–4)             | 85-72 | 63-51 |       | 81-71 |
| 4    | BK Sporiteľňa Bratislava           | 6   | 6 | 0 | 6 | 357 | 467 | -110 |  | BK Sporiteľňa Bratislava           | 64-80 | 49-74 | 55-64 |       |

### Groupe C
| Rang | Équipe                         | Pts | J | G | P | Pp  | Pc  | Diff |  | Résultats (dom.\ext.)          | ALC   | BUD   | CHA    | BRA    |
| ---- | ------------------------------ | --- | - | - | - | --- | --- | ---- |  | ------------------------------ | ----- | ----- | ------ | ------ |
| 1    | Sport Club Alcamo              | 11  | 6 | 5 | 1 | 482 | 432 | 50   |  | Sport Club Alcamo              |       | 86-78 | 97-60  | 70-61  |
| 2    | BSE Budapest                   | 10  | 6 | 4 | 2 | 537 | 447 | 90   |  | BSE Budapest                   | 90-80 |       | 107-56 | 107-74 |
| 3    | Challes-les-Eaux Savoie Basket | 8   | 6 | 2 | 4 | 408 | 499 | -91  |  | Challes-les-Eaux Savoie Basket | 65-69 | 74-72 |        | 82-80  |
| 4    | HC Slovan Bratislava           | 7   | 6 | 1 | 5 | 444 | 493 | -49  |  | HC Slovan Bratislava           | 78-80 | 77-83 | 74-71  |        |

### Groupe D
| Rang | Équipe                            | Pts | J | G | P | Pp  | Pc  | Diff |  | Résultats (dom.\ext.)             | PAR   | VAL    | RAM    | TEN    |
| ---- | --------------------------------- | --- | - | - | - | --- | --- | ---- |  | --------------------------------- | ----- | ------ | ------ | ------ |
| 1    | Lavezzini Basket Parme (+2)       | 11  | 6 | 5 | 1 | 486 | 363 | 123  |  | Lavezzini Basket Parme (+2)       |       | 72-74  | 75-48  | 110-52 |
| 2    | US Valenciennes-Orchies (–2)      | 11  | 6 | 5 | 1 | 522 | 372 | 150  |  | US Valenciennes-Orchies (–2)      | 74-78 |        | 106-66 | 68-65  |
| 3    | Lachen Ramat-Hasharon             | 8   | 6 | 2 | 4 | 396 | 498 | -102 |  | Lachen Ramat-Hasharon             | 62-78 | 49-91  |        | 77-71  |
| 4    | Symel Santa Cruz de Tenerife (es) | 6   | 6 | 0 | 6 | 360 | 531 | -171 |  | Symel Santa Cruz de Tenerife (es) | 53-73 | 42-109 | 77-94  |        |

## Tableau final
|  | Quarts de finale      | Quarts de finale     | Quarts de finale | Quarts de finale |                       |      | Demi-finales | Demi-finales | Demi-finales | Demi-finales |  |  | Finale | Finale | Finale | Finale |
|  |                       |                      |                  |                  |                       |      |              |              |              |              |  |  |        |        |        |        |
|  | 17 et 24 janvier 1996 |                      |                  |                  |                       |      |              |              |              |              |  |  |        |        |        |        |
|  |                       |                      |                  |                  |                       |      |              |              |              |              |  |  |        |        |        |        |
|  | Tarbes GB             | *85                  | 79               | 164              |                       |      |              |              |              |              |  |  |        |        |        |        |
|  | Tarbes GB             | *85                  | 79               | 164              | 7 et 14 février 1996  |      |              |              |              |              |  |  |        |        |        |        |
|  | BK Brno               | 75                   | *69              | 144              |                       |      |              |              |              |              |  |  |        |        |        |        |
|  | BK Brno               | 75                   | *69              | 144              | Tarbes GB             | *93  | 93           | 186          |              |              |  |  |        |        |        |        |
|  | 17 et 24 janvier 1996 |                      |                  |                  | Tarbes GB             | *93  | 93           | 186          |              |              |  |  |        |        |        |        |
|  |                       | BSE Budapest         | 63               | *65              | 128                   |      |              |              |              |              |  |  |        |        |        |        |
|  | BSE Budapest          | BSE Budapest         | 63               | *65              | 128                   | *103 | 59           | 162          |              |              |  |  |        |        |        |        |
|  | BSE Budapest          |                      |                  |                  | 6 et 13 mars 1996     | *103 | 59           | 162          |              |              |  |  |        |        |        |        |
|  | Lavezzini Parme       | 84                   | *76              | 160              |                       |      |              |              |              |              |  |  |        |        |        |        |
|  | Lavezzini Parme       | 84                   | *76              | 160              | Tarbes GB             | 81   | *82          | 163          |              |              |  |  |        |        |        |        |
|  | 17 et 24 janvier 1996 |                      |                  |                  | Tarbes GB             | 81   | *82          | 163          |              |              |  |  |        |        |        |        |
|  |                       | Sport Club Alcamo    | *63              | 63               | 126                   |      |              |              |              |              |  |  |        |        |        |        |
|  | ASPTT Aix-en-Provence | Sport Club Alcamo    | *63              | 63               | 126                   | *86  | 77           | 163          |              |              |  |  |        |        |        |        |
|  | ASPTT Aix-en-Provence | 7 et 14 février 1996 |                  |                  |                       | *86  | 77           | 163          |              |              |  |  |        |        |        |        |
|  | HV Salamanque         | 63                   | *73              | 136              |                       |      |              |              |              |              |  |  |        |        |        |        |
|  | HV Salamanque         | 63                   | *73              | 136              | ASPTT Aix-en-Provence | *76  | 94a3p        | 170          |              |              |  |  |        |        |        |        |
|  | 17 et 24 janvier 1996 |                      |                  |                  | ASPTT Aix-en-Provence | *76  | 94a3p        | 170          |              |              |  |  |        |        |        |        |
|  |                       | Sport Club Alcamo    | 72               | *101             | 173                   |      |              |              |              |              |  |  |        |        |        |        |
|  | Valenciennes-Orchies  | Sport Club Alcamo    | 72               | *101             | 173                   | *78  | 59           | 137          |              |              |  |  |        |        |        |        |
|  | Valenciennes-Orchies  |                      |                  |                  |                       | *78  | 59           | 137          |              |              |  |  |        |        |        |        |
|  | Sport Club Alcamo     | 70                   | *74              | 144              |                       |      |              |              |              |              |  |  |        |        |        |        |
|  | Sport Club Alcamo     | 70                   | *74              | 144              |                       |      |              |              |              |              |  |  |        |        |        |        |
|  |                       |                      |                  |                  |                       |      |              |              |              |              |  |  |        |        |        |        |

* précède le score de l’équipe jouant à domicile.

### Finale

#### Aller
| 6 mars 1996 20 h 30 (UTC+1) | Rapport | Sport Club Alcamo                                    | 63-81                               | Tarbes GB                                                      |  | Palagranata Trapani Affluence : 3 000 Arbitres : Necip Kapanlı Kamen Tochev |
| 6 mars 1996 20 h 30 (UTC+1) | Rapport | Score par mi-temps : 20–31, 43–50                    |                                     |                                                                |  | Palagranata Trapani Affluence : 3 000 Arbitres : Necip Kapanlı Kamen Tochev |
| 6 mars 1996 20 h 30 (UTC+1) | Rapport | Cooper, 28 Phillips, 14 Cooper, Rienzi, 1 Cooper, 15 | Points Rebonds Passes d. Évaluation | Balogh, 34 Balogh, 6 Balogh, Benintendi, Tzekova, 1 Balogh, 30 |  | Palagranata Trapani Affluence : 3 000 Arbitres : Necip Kapanlı Kamen Tochev |
| 6 mars 1996 20 h 30 (UTC+1) | Rapport | Tarbes mène avec un avantage de 18 points.           |                                     |                                                                |  | Palagranata Trapani Affluence : 3 000 Arbitres : Necip Kapanlı Kamen Tochev |

#### Retour
| 13 mars 1996 20 h (UTC+1) | Rapport | Tarbes GB                                                  | 82-63                               | Sport Club Alcamo                                                 |  | Palais des sports du quai de l'Adour Tarbes Affluence : 2 000 Arbitres : Eduardo Sancha Roger Schwarz |
| 13 mars 1996 20 h (UTC+1) | Rapport | Score par mi-temps : 34–36, 48–27                          |                                     |                                                                   |  | Palais des sports du quai de l'Adour Tarbes Affluence : 2 000 Arbitres : Eduardo Sancha Roger Schwarz |
| 13 mars 1996 20 h (UTC+1) | Rapport | Balogh, 21 Tzekova, 9 Benintendi, 16 Benintendi, 24        | Points Rebonds Passes d. Évaluation | Cooper, 19 Phillips, 13 Grande, Cooper, Federighi, 1 Phillips, 13 |  | Palais des sports du quai de l'Adour Tarbes Affluence : 2 000 Arbitres : Eduardo Sancha Roger Schwarz |
| 13 mars 1996 20 h (UTC+1) | Rapport | Tarbes remporte la finale sur le score général de 163–126. |                                     |                                                                   |  | Palais des sports du quai de l'Adour Tarbes Affluence : 2 000 Arbitres : Eduardo Sancha Roger Schwarz |

### Vainqueur
| Vainqueur de la coupe d’Europe Liliana-Ronchetti 1995-1996 Tarbes Gespe Bigorre 1re victoire |

## Statistiques

### Meilleures moyennes individuelles par match[1]
| # | Nom             | Club             | MJ | Pts | PPM  |
| - | --------------- | ---------------- | -- | --- | ---- |
| 1 | Cynthia Cooper  | Alcamo           | 12 | 450 | 37,5 |
| 2 | Jennifer Gillom | Messine          | 10 | 253 | 25,3 |
| 3 | Sharon Manning  | Salamanque       | 12 | 267 | 22,3 |
| 4 | Sharon Stewart  | Challes-les-Eaux | 8  | 175 | 21,9 |
| 5 | Judit Balogh    | Tarbes           | 14 | 300 | 21,4 |

| # | Nom             | Club            | MJ | TR/TT   | %      |
| - | --------------- | --------------- | -- | ------- | ------ |
| 1 | Polina Tzekova  | Tarbes          | 13 | 104/157 | 66,2 % |
| 2 | Jennifer Gillom | Messine         | 10 | 92/144  | 63,9 % |
| 3 | Jadranka Ćosić  | Vršac           | 8  | 46/73   | 63,0 % |
| 4 | Sharon Manning  | Salamanque      | 12 | 108/174 | 62,1 % |
| 5 | Rhonda Mapp     | Aix-en-Provence | 11 | 83/140  | 59,3 % |

| # | Nom              | Club                 | MJ | T2R/T2T | %2     |
| - | ---------------- | -------------------- | -- | ------- | ------ |
| 1 | Polina Tzekova   | Tarbes               | 13 | 101/150 | 67,3 % |
| 2 | Lœtitia Moussard | Valenciennes-Orchies | 9  | 36/55   | 65,5 % |
| 3 | Jadranka Ćosić   | Vršac                | 8  | 43/67   | 64,2 % |
| 4 | Jennifer Gillom  | Messine              | 10 | 91/142  | 64,1 % |
| 5 | Sharon Manning   | Salamanque           | 12 | 108/172 | 62,8 % |

| # | Nom                | Club                 | MJ | T3R/T3T | %3     |
| - | ------------------ | -------------------- | -- | ------- | ------ |
| 1 | Cynthia Cooper     | Alcamo               | 12 | 36/63   | 57,1 % |
| 2 | Karine Ledeunf     | Valenciennes-Orchies | 9  | 11/23   | 47,8 % |
| 3 | Loreta Berūkštienė | Brno                 | 9  | 14/36   | 38,9 % |
| 4 | Amaya Valdemoro    | Salamanque           | 12 | 14/36   | 38,9 % |
| 5 | Yolanda Juanes     | Salamanque           | 12 | 10/26   | 38,5 % |

| # | Nom               | Club            | MJ | T1R/T1T | %1     |
| - | ----------------- | --------------- | -- | ------- | ------ |
| 1 | Judit Balogh      | Tarbes          | 14 | 46/53   | 86,8 % |
| 2 | Martina Bobrovska | Brno            | 9  | 26/30   | 86,7 % |
| 3 | Danijela Ilić     | Vršac           | 9  | 32/37   | 86,5 % |
| 4 | Cynthia Cooper    | Alcamo          | 12 | 116/135 | 85,9 % |
| 5 | Andrea Kuklová    | Aix-en-Provence | 11 | 40/47   | 85,1 % |
| 5 | Dorottya Nagy     | BSE Budapest    | 12 | 40/47   | 85,1 % |

| # | Nom              | Club                 | MJ | Rbds | RPM  |
| - | ---------------- | -------------------- | -- | ---- | ---- |
| 1 | Tari Phillips    | Alcamo               | 15 | 175  | 11,7 |
| 2 | Sharon Stewart   | Challes-les-Eaux     | 8  | 90   | 11,3 |
| 3 | Sharon Manning   | Salamanque           | 12 | 133  | 11,1 |
| 4 | Małgorzata Dydek | Valenciennes-Orchies | 9  | 99   | 11,0 |
| 5 | Rhonda Mapp      | Aix-en-Provence      | 11 | 107  | 9,7  |

| # | Nom                | Club                 | MJ | PD | PPM |
| - | ------------------ | -------------------- | -- | -- | --- |
| 1 | Corinne Benintendi | Tarbes               | 14 | 94 | 6,7 |
| 2 | Audrey Sauret      | Valenciennes-Orchies | 9  | 55 | 6,1 |
| 3 | Danijela Ilić      | Vršac                | 9  | 44 | 4,9 |
| 4 | Vanessa Dumas      | Aix-en-Provence      | 11 | 44 | 4,0 |
| 4 | Patricia Hernández | Salamanque           | 10 | 40 | 4,0 |
| 4 | Karine Ledeunf     | Valenciennes-Orchies | 9  | 36 | 4,0 |

| # | Nom                | Club             | MJ | Int. | IPM |
| - | ------------------ | ---------------- | -- | ---- | --- |
| 1 | Sharon Stewart     | Challes-les-Eaux | 8  | 34   | 4,3 |
| 2 | Romana Hamzová     | Brno             | 9  | 38   | 4,2 |
| 3 | Loreta Berūkštienė | Brno             | 9  | 34   | 3,8 |
| 4 | Ágnes Németh       | BSE Budapest     | 12 | 45   | 3,8 |
| 5 | Corinne Benintendi | Tarbes           | 14 | 41   | 2,9 |

| # | Nom             | Club             | MJ | BP | BPM |
| - | --------------- | ---------------- | -- | -- | --- |
| 1 | Sabine Falcoz   | Challes-les-Eaux | 8  | 45 | 5,6 |
| 2 | Amaya Valdemoro | Salamanque       | 12 | 51 | 4,3 |
| 3 | Danijela Ilić   | Vršac            | 9  | 36 | 4,0 |
| 4 | Muriel Robini   | Challes-les-Eaux | 8  | 32 | 4,0 |
| 5 | Heidi Burge     | Parme            | 8  | 31 | 3,9 |

| # | Nom                 | Club             | MJ | F  | FPM |
| - | ------------------- | ---------------- | -- | -- | --- |
| 1 | Muriel Robini       | Challes-les-Eaux | 8  | 34 | 4,3 |
| 2 | Jennifer Gillom     | Messine          | 10 | 38 | 3,8 |
| 3 | Dorottya Nagy       | BSE Budapest     | 12 | 45 | 3,8 |
| 3 | Elisabetta Cesarini | Parme            | 8  | 30 | 3,8 |
| 5 | Corinne Benintendi  | Tarbes           | 14 | 51 | 3,6 |

| # | Nom                | Club            | MJ | Min | MPM   |
| - | ------------------ | --------------- | -- | --- | ----- |
| 1 | Cynthia Cooper     | Alcamo          | 12 | 475 | 39:35 |
| 2 | Rhonda Mapp        | Aix-en-Provence | 11 | 427 | 38:49 |
| 3 | Loreta Berūkštienė | Brno            | 9  | 341 | 37:53 |
| 4 | Sharon Manning     | Salamanque      | 12 | 451 | 37:35 |
| 5 | Danijela Ilić      | Vršac           | 9  | 336 | 37:20 |

| # | Nom            | Club             | MJ | DD | DPM  |
| - | -------------- | ---------------- | -- | -- | ---- |
| 1 | Tari Phillips  | Alcamo           | 15 | 11 | 0,73 |
| 2 | Sharon Stewart | Challes-les-Eaux | 8  | 5  | 0,63 |
| 3 | Sharon Manning | Salamanque       | 12 | 7  | 0,58 |
| 4 | Rhonda Mapp    | Aix-en-Provence  | 11 | 6  | 0,55 |
| 5 | Yerushia Brown | Salamanque       | 12 | 6  | 0,50 |

### Meilleures performances sur un match
Individuelles
| Statistique                | Joueuse                                             | Équipe                               | Total | Adversaire                            | Journée et résultat                                          |
| -------------------------- | --------------------------------------------------- | ------------------------------------ | ----- | ------------------------------------- | ------------------------------------------------------------ |
| Points                     | Cynthia Cooper                                      | Alcamo                               | 56    | Aix-en-Provence                       | ½ r. (V 101–94a3p)                                           |
| Adresse aux tirs           | Svetlana Kouznetsova Audrey Sauret Natalia Svisceva | Parme Valenciennes-Orchies Ramla     | 9/10  | Tenerife Parme                        | ⅛-6 (V 110–52) ⅛-4 (V 42–109) P3 r. (D 69–61)                |
| Adresse à 2 points         | Audrey Sauret                                       | Valenciennes-Orchies                 | 9/9   | Tenerife                              | ⅛-4 (V 42–109)                                               |
| Adresse à 3 points         | Simona Vedovati                                     | Parme                                | 5/5   | Valenciennes-Orchies                  | ⅛-5 (V 74–78)                                                |
| Adresse aux lancers francs | Jadranka Ćosić                                      | Vršac                                | 14/14 | Arad                                  | P3 r. (V 118–52)                                             |
| Rebonds offensifs          | Janice Braxton                                      | Messine                              | 13    | Aix-en-Provence                       | ⅛-6 (V 86–72)                                                |
| Rebonds défensifs          | Karin Östman Małgorzata Dydek                       | Funchal Valenciennes-Orchies         | 15    | Namur Saint-Pétersbourg               | P2 a. (D 61–80) P3 r. (D 84–86)                              |
| Rebonds                    | Karin Östman                                        | Funchal                              | 20    | Namur                                 | P2 a. (D 61–80)                                              |
| Passes décisives           | Corinne Benintendi                                  | Tarbes                               | 16    | Salamanque Alcamo                     | ⅛-1 (V 84–80) F. r. (V 82–63)                                |
| Interceptions              | Sabine Chevalier Romana Hamzová                     | Challes-les-Eaux Brno                | 10    | Wolfenbüttel Messine                  | P3 a. (V 61–63) ⅛-4 (V 90–76)                                |
| Balles perdues             | Ivana Bonić Svitlana Kozatchenko Sabine Falcoz      | Busovača Zaporijjia Challes-les-Eaux | 9     | BSE Budapest Alcamo Slovan Bratislava | P2 a. (D 41–107) P3 a. (D 68–93) ⅛-2 (D 65–69) ⅛-3 (D 74–71) |

D’équipe
| Statistique                | Équipe                      | Total          | Adversaire                  | Journée et résultat          |
| -------------------------- | --------------------------- | -------------- | --------------------------- | ---------------------------- |
| Points marqués             | Vršac                       | 118            | Arad                        | P3 r. (V 118–52)             |
| Adresse aux tirs           | Valenciennes-Orchies        | 75,0 % (51/68) | Tenerife                    | ⅛-4 (V 42–109)               |
| Adresse à 2 points         | Valenciennes-Orchies        | 76,9 % (50/65) | Tenerife                    | ⅛-4 (V 42–109)               |
| Adresse à 3 points         | Alcamo                      | 75,0 % (9/12)  | Challes-les-Eaux            | ⅛-5 (V 97–60)                |
| Adresse aux lancers francs | Aix-en-Provence             | 94,4 % (17/18) | Brno                        | ⅛-2 (D 85–84)                |
| Rebonds offensifs          | Vršac                       | 36             | Arad                        | P3 r. (V 118–52)             |
| Rebonds défensifs          | Valenciennes-Orchies Tarbes | 36             | Ramat-Hasharon BSE Budapest | ⅛-6 (V 49–91) ½ a. (V 93–63) |
| Rebonds                    | Škofja Loka                 | 49             | DN İstanbul                 | P1 (D 62–70)                 |
| Passes décisives           | Valenciennes-Orchies        | 34             | Parme                       | ⅛-5 (V 74–78)                |
| Interceptions              | Miskolc                     | 30             | İstanbul Üniversitesi       | P2 r. (V 57–98)              |
| Balles perdues             | Busovača                    | 34             | BSE Budapest                | P2 a. (D 41–107)             |